# Onthophagus transvestitus
Onthophagus transvestitus es una especie de insecto del género Onthophagus, familia Scarabaeidae, orden Coleoptera.
Fue descrita científicamente por Huijbregts & Krikken en 2009.